# Vila dos Ingleses
A Vila dos Ingleses, localizada no bairro da Luz, distrito do Bom Retiro, região central da cidade de São Paulo (Rua Mauá, 836), é um aglomerado de 28 casas assobradadas construídas entre os anos de 1915 e 1919, com o intuito de servirem de moradia para os engenheiros ingleses que trabalhavam nas obras da Estação da Luz e da Estrada de Ferro Santos-Jundiaí. O estilo arquitetônico das casas tem raízes no estilo vitoriano, com influências do colonial brasileiro.
Antes de se tornar uma vila, o local era o jardim do palacete de propriedade da Marquesa de Itu, que doou a aristocrática residência à sua sobrinha-neta, Eliza de Aguiar D'Andrada, no ano de 1913. Eliza era casada com Eduardo de Aguiar D'Andrada, engenheiro da São Paulo Railway Company, que remodelou a construção para abrigar os engenheiros ingleses e suas famílias.
Por volta de 1930, com a diminuição da utilização da mão-de-obra dos engenheiros estrangeiros, as casas da vila passaram a ser ocupadas por famílias paulistanas. Na década de 1950, o local abrigou pensionatos católicos e clubes de funcionários federais. De propriedade da família Moreau - uma das ramificações dos descendentes dos Aguiar D'Andrada - a Vila dos Ingleses tem perfil comercial desde 1988. Atualmente, ali funcionam escritórios de arquitetura e de design, além de um restaurante. O bem está tombado provisoriamente pelo Iphan (Instituto do Patrimônio Histórico e artístico Nacional) e pelo Condephaat (Conselho de Defesa do Patrimônio Histórico, Artístico e Turístico).

## História

### Origens
A Vila dos Ingleses foi concebida durante o período da história brasileira conhecido como República Velha, nos primórdios da instauração do regime republicano no País. Nesta época, o município de São Paulo passou por transformações consideráveis, passando a figurar como uma das principais cidades do Brasil, ficando conhecida como Metrópole do Café no contexto da expansão da economia cafeeira.
As mudanças em São Paulo foram acompanhadas por um crescimento exponencial da população, que passou de 69 mil habitantes em 1890 para 579 mil habitantes em 1920. Neste período, a capital paulista tomou um caráter cosmopolita, abrigando empreendimentos comerciais e financeiros de naturezas diversas, que atraíram investimentos da oligarquia local e capitais estrangeiros. A construção da Vila dos Ingleses se insere neste contexto de desenvolvimento da cidade de São Paulo, com a constante demanda por moradias em decorrência do elevado crescimento populacional e da nova dinâmica da cidade, marcada em grande medida pela industrialização e pela utilização da malha ferroviária.

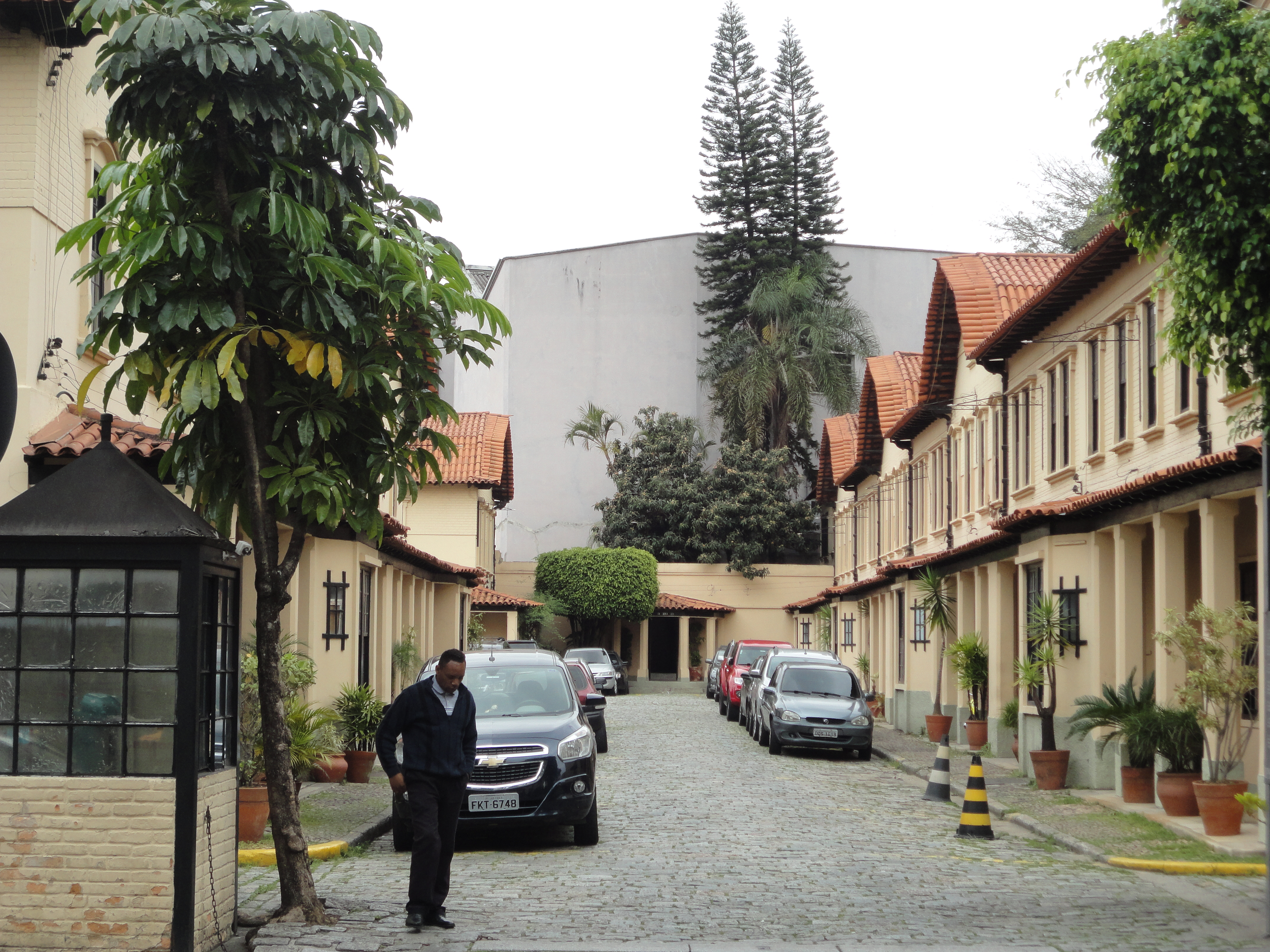
Vista da entrada principal da Vila dos Ingleses

As 28 casas assobradadas que compõem a Vila dos Ingleses foram construídas durantes os anos de 1915 a 1919, projetadas por Germano Bresser, agregando-se às diversas inovações construtivas dos Bresser em São Paulo, sendo supervisionada pelo engenheiro chileno Eduardo de Aguiar D’Andrada, diretor técnico da São Paulo Railway Company, empresa responsável pela construção da Estação da Luz e da Estrada de Ferro Santos-Jundiaí.
Antes de se tornar uma vila para abrigar os engenheiros ingleses, o local era o jardim do palacete de propriedade da Marquesa de Itu, que pertencia a uma das mais tradicionais familias paulsitanas, os Pais de Barros. Em 1913, a nobre doou o espaço à sua sobrinha-neta, Eliza de Aguiar D’Andrada, que era casada com Eduardo de Aguiar D’Andrada, responsável pela transformação do lugar em uma vila residencial.
Apesar de surgir no momento da proliferação das vilas operárias, a Vila dos Ingleses não segue este padrão, já que não foi erguida por uma indústria para servir de moradia aos seus trabalhadores. Ao contrário, a Vila dos Ingleses se enquadra na classificação de vila residencial, construída por meio de investidores particulares ou companhias privadas e habitadas por uma classe média, no caso os engenheiros ingleses que trabalhavam nas obras da Estação da Luz e da Estrada de Ferro Santos-Jundiaí.
As vilas residenciais eram caracterizadas por uma rua particular que dava acesso a um pátio rodeado de construções unifamiliares, de padrão superior às casas das vilas operárias, uma vez que eram destinadas a funcionários de mais alto nível. As vilas residenciais foram comuns na capital paulista durante as décadas de 1920 a 1950.

### Decadência
A Vila dos Ingleses foi perdendo sua função original ao longo do tempo e, por volta de 1925, com a diminuição da utilização da mão-de-obra de engenheiros estrangeiros, as casas da vila passaram a ser ocupadas por famílias paulistanas de classes média e alta. Esta ocupação se intensificou durante o período compreendido da crise de 1929 até o fim da Segunda Guerra Mundial. A partir de 1945, a vila perdeu o charme e o status que ostentava com a tomada da região por parte do comércio atacadista, que expulsou as famílias mais ricas do local. Estas então, foram buscar bairros exclusivamente residenciais, como Campos Elíseos, Consolação, Santa Cecília e Higienópolis.

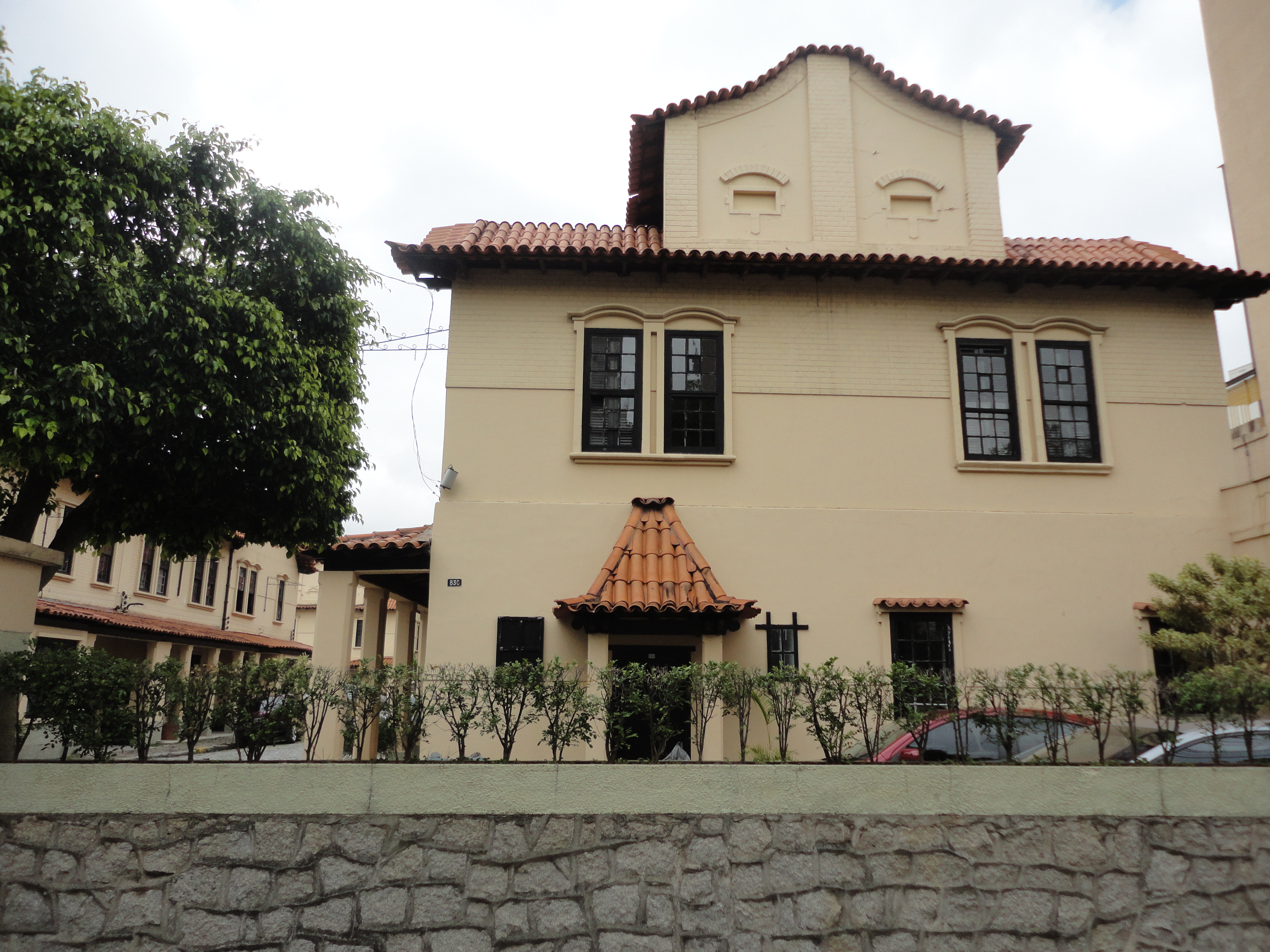
Vista lateral de uma das casas a partir da Rua Mauá

A partir daí, a vila enfrentou um processo de degradação, potencializada pela desvalorização gradativa do bairro da Luz em decorrência da presença do presídio e da implantação da rodoviária perto da estação ferroviária, além do crescimento no número de pequenos hotéis e pensões que surgiram com o grande fluxo migratório para a capital paulista, principalmente de nordestinos.
Em 1953, Eduardo de Aguiar D’Andrada transferiu a administração do local para seu neto François Moreau. Nesta época, as casas apresentavam péssimo estado de preservação e os impostos devidos se acumulavam, uma vez que os aluguéis pagos pelos inquilinos eram insuficientes para quitar as dívidas. Em vista disso, o novo administrador empreendeu reformas para recuperar a vila e mudar o padrão de ocupação. Ao longo da década de 50, o local abrigou pensionatos católicos e clubes de funcionários federais.
A situação voltou a piorar nos anos seguintes, com a criação da Companhia de Entrepostos e Armazéns Gerais de São Paulo (Ceagesp) e a instauração do canteiro de obras do Metrô Estação da Luz. As casas passaram a ser alugadas em regime de pensionato para trabalhadores da obra, bem como para guardas da Polícia Militar que trabalhavam no Quartel da Força Pública.

### Reestruturação
Em 1975, a Vila dos Ingleses foi enquadrada na Lei de Zoneamento como Z8-200, que proíbe reformas e/ou demolições sem a autorização da Prefeitura. Mesmo assim, o lugar permaneceu degradado, repleto de pensões e cortiços que abrigavam, em sua maioria, jovens vindos do interior de São Paulo e de outros estados do Brasil.

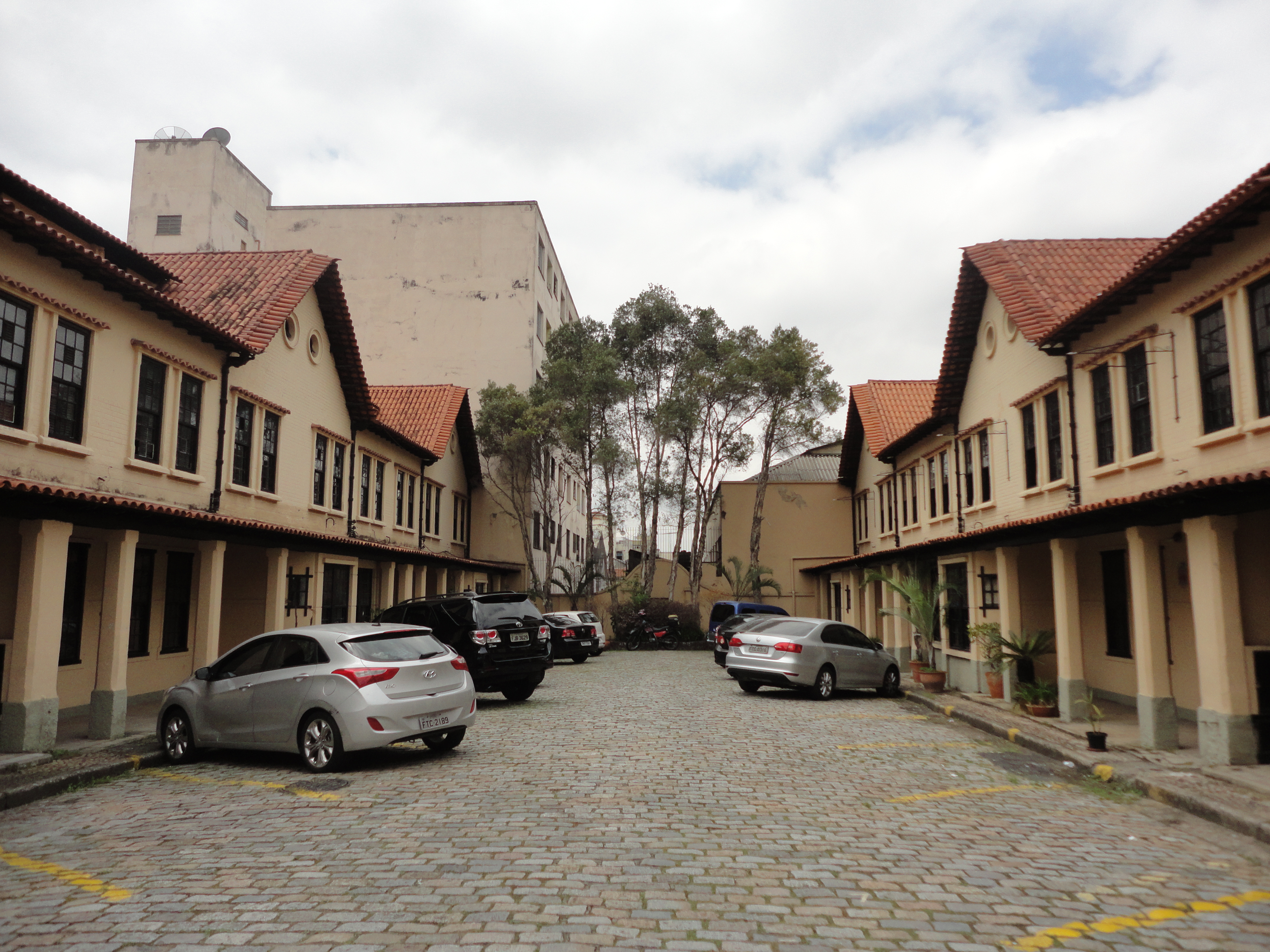
Vista do pátio da Vila dos Ingleses

Na década de 80, a família Moreau promoveu uma nova recuperação da propriedade, sob o comando de Pierre Moreau, bisneto de Eduardo de Aguiar D’Andrada. A Vila dos Ingleses o lembrava o núcleo residencial, onde viviam os engenheiros britânicos na época da construção da Estação da Luz.  Quando os ingleses foram embora, o lugar passou a ser ocupado por profissionais liberais e artistas. Depois disso o lugar se degradou após abrigar migrantes que estavam ali devido ao crescimento econômico. A gota d’água foi um incêndio causado pela explosão de um botijão de gás utilizado para esquentar comida, em 1984. A perspectiva de revalorização do bairro da Luz, com a desativação da rodoviária, a abertura da Avenida Tiradentes e a reforma da Pinacoteca, fez com que os donos encomendassem um estudo a EMBRAESP (Empresa Brasileira de Estudos do Patrimônio), que recomendou a transformação da vila em um ponto comercial.
A Vila dos Ingleses perdeu definitivamente o caráter residencial a partir de 1988, quando passou a ter perfil estritamente comercial. As famílias que ali viviam foram indenizadas e as casas passaram a ser alugadas para empresas, que pagavam metade do valor do aluguel, mas se comprometiam com a restauração. Ainda administrado pela família Moreau, descendente da Marquesa de Itu e dos Aguiar D’Andrada, o local abriga atualmente escritórios de arquitetura e design, além de um restaurante.

## Características arquitetônicas
A Vila dos Ingleses é composta por 28 casas assobradadas arranjadas em uma área de 5.468 m², em um terreno plano. Considerando-se a área de residências, este número sobe para 5.714 m² e a área total construída atinge 5.700,80 m².
As casas apresentam três andares e estão dispostas em formato de L, sendo que sete delas estão voltadas diretamente para entrada principal, situada na Rua Mauá. Uma delas é isolada enquanto seis são voltadas para o corredor de acesso e 14 são geminadas “de miolo”. As residências têm três tipos de fachadas: dois formados por frontões, que dividem transversalmente a estrutura do telhado nos sótãos, e outro sem frontão, que separa os outros dois tipos.

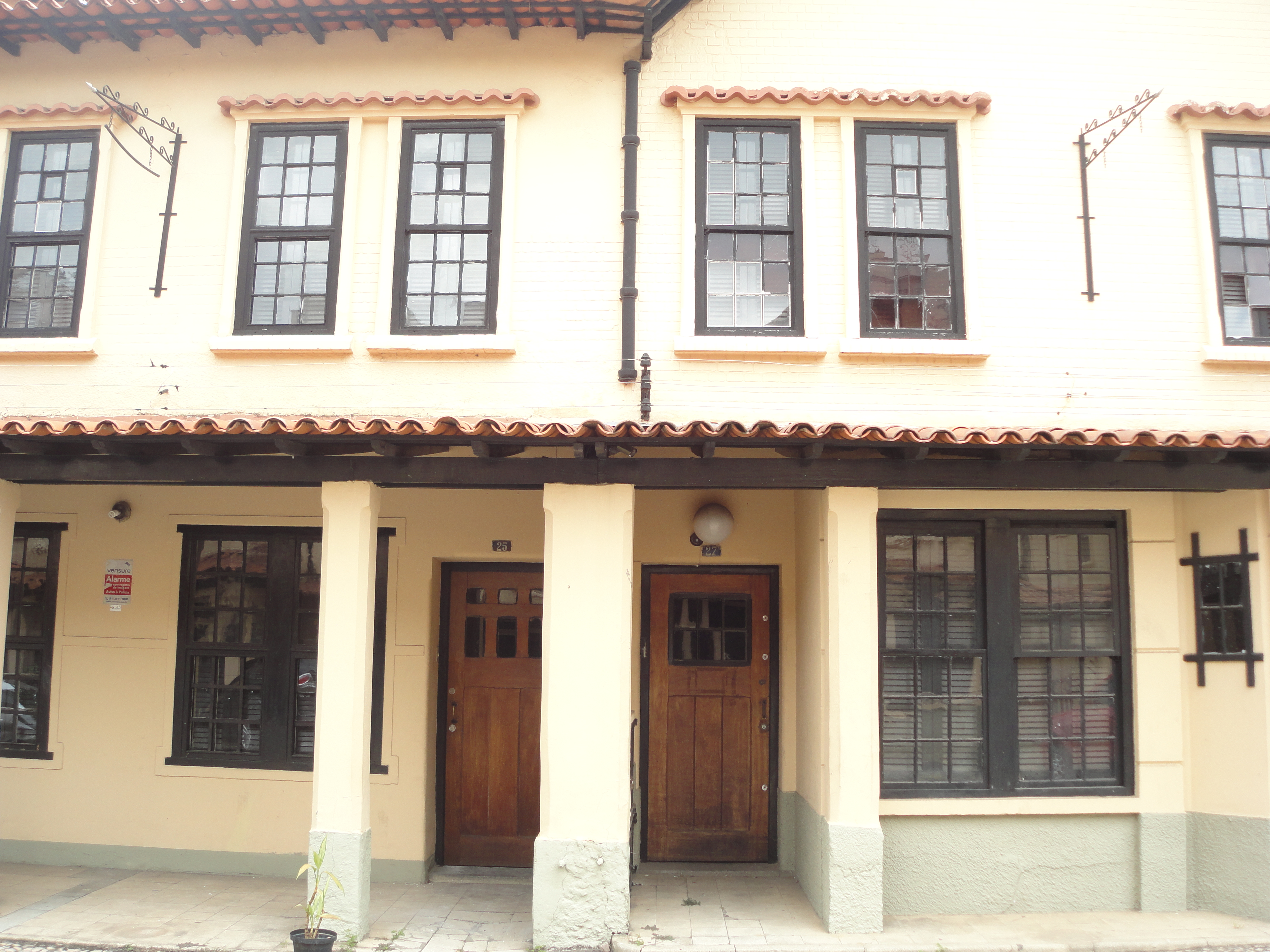
Detalhe de casas geminadas da Vila dos Ingleses

Os três modelos têm a porta de entrada localizada em uma das laterais, varanda coberta e distribuição idêntica das janelas no primeiro e no segundo andar. Todas as casas dispõem da mesma planta básica, com poucas variações relativas à localização das escadas e aos terraços cobertos, que podem ser abertos ou fechados.
No piso térreo, grande parte dos sobrados apresenta um hall de entrada, três salas, cozinha e banheiros. No primeiro andar, têm o hall da escada, corredor de circulação, três quartos, um banheiro e um sótão, formado por duas salas com pé direito alto, que varia de 2,50 a 3 metros. Nas casas que possuem frontão com telhados transversais, o sótão tem mais de dois cômodos.
Atualmente, a principal diferença entre as residências está no quintal. Todas elas possuem tal área, que varia entre 4 e 5 metros de profundidade, e deveria servir como abrigo de equipamentos e dependências de serviço. No entanto, a região do quintal está descaracterizada e cada casa tem uma construção diferente.
Os sobrados foram erguidos em concreto armado e alvenaria, com coberturas de telhas francesas, sustentadas por estrutura de madeira. A arquitetura das casas da Vila dos Ingleses o estilo vitoriano com o colonial brasileiro, apresentando empenas e tijolos aparentes, além de telhas-canal e alpendres. Os telhados guardam semelhanças com o estilo normando, isto é, de inclinação acentuada.

## Significado histórico e cultural

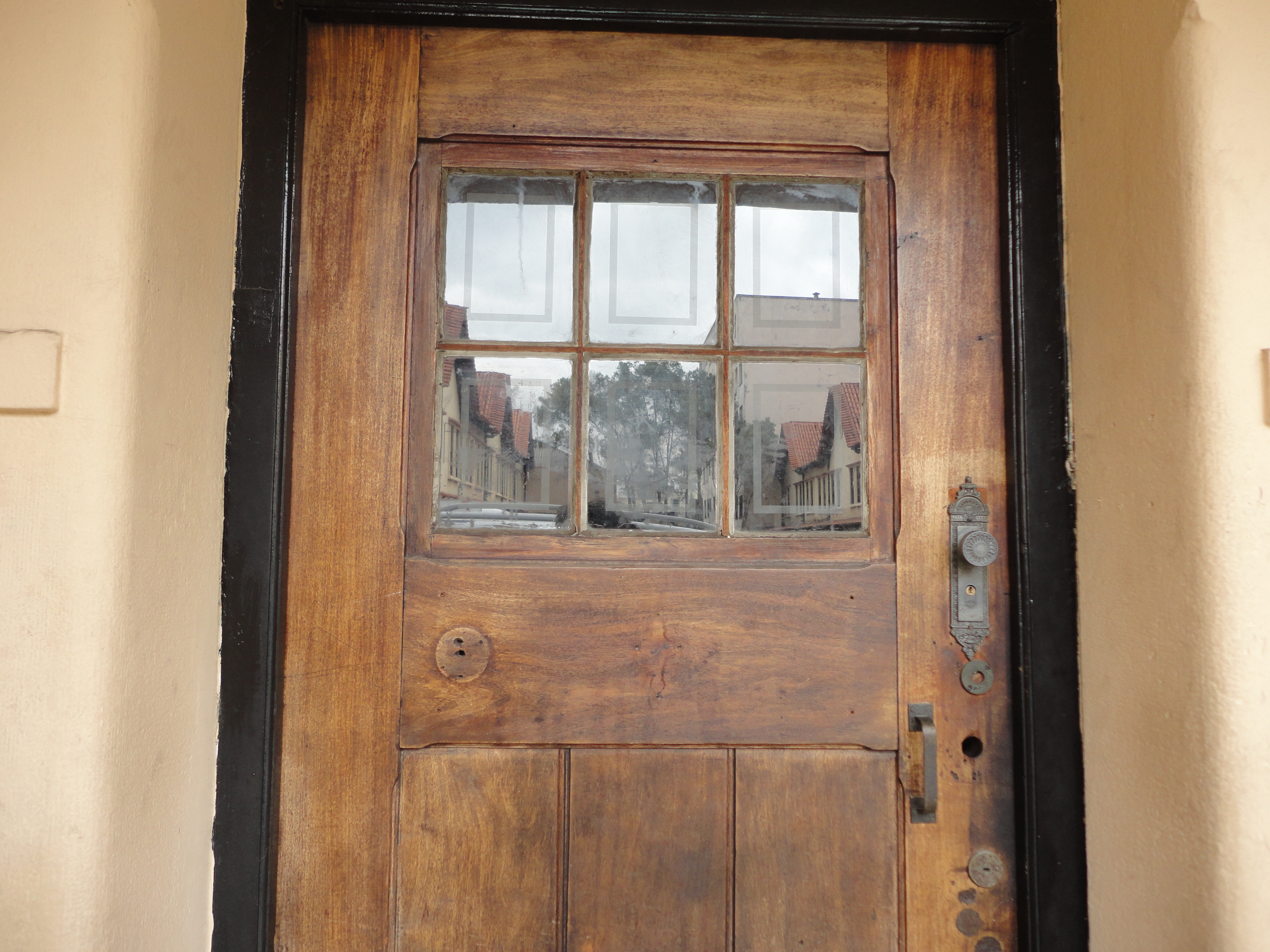
Detalhe de porta original da Vila dos Ingleses

A Vila dos Ingleses é uma importante evidência da presença da imigração inglesa na cidade de São Paulo, bem como é um objeto relevante para o estudo das moradias construídas por conta e ao longo das estradas de ferro. Além disso, o local representa um dos expressivos equipamentos arquitetônicos do bairro da Luz.
A construção da vila representou um momento de grande crescimento e desenvolvimento econômico do município de São Paulo, que transformou a capital paulista em potência econômica e deu à cidade um novo patamar no contexto da expansão da economia brasileira no período da República Velha, como descreve o parecer do historiador Adler Homero Fonseca de Castro, de 17 de julho de 2000, favorável ao tombamento do Conjunto Arquitetônico e Paisagístico da Luz, do qual a Vila dos Ingleses fazia parte.
“A articulação espacial dos monumentos, em sua maioria públicos, sua proximidade com a estação central da San Paulo Railway, meio de transporte que permitiu a explosão econômica do estado, a unidade de estilo e de proposta arquitetônica dos bens, mostram a intencionalidade de política do governo estadual de transformar a área em um símbolo do poder que recentemente tinha alcançado. Desta forma, as construções transformaram-se em marco físico de um processo histórico de importância para o País, o da transformação da estrutura política/econômica nacional. causada pelo novo pacto federativo, que permitiu ao estado de São Paulo, dentro da República Velha, atingir a primazia sobre os outros estados. Todos esses fatores tornam tal conjunto único, dentre os demais de características arquitetônicas semelhantes existentes no País”.

### Tombamento
A Vila dos Ingleses teve seu processo de tombamento aberto pelo Conpresp (Conselho Municipal de Preservação do Patrimônio Histórico, Cultural e Ambiental da Cidade de São Paulo) no dia 11 de dezembro de 1992, após reunião extraordinária dos conselheiros do órgão.
Através da resolução 44/92, o Conpresp autorizou o estudo do processo de tombamento dos imóveis enquadrados na Zona de preservação de imóveis de caráter histórico, artístico, cultural e paisagístico (Z8-200), lista da qual fazia parte a Vila dos Ingleses.

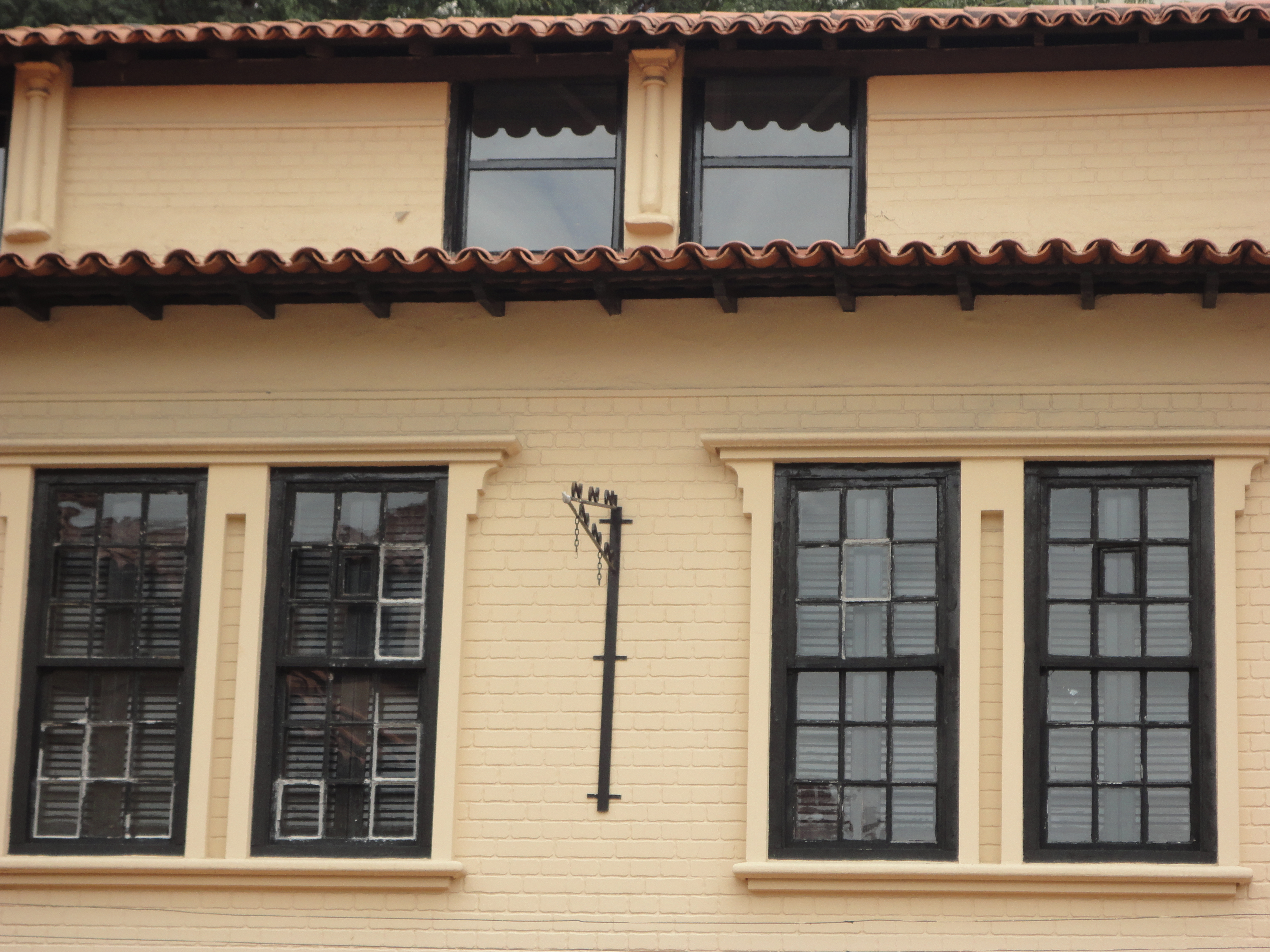
Detalhe das janelas da Vila dos Ingleses

Por meio do processo nº 1.463-T-00, o Instituto do Patrimônio Histórico e Artístico Nacional (Iphan) indicou o tombamento do “Conjunto histórico no bairro da Luz” por causa de seu “valor histórico-arquitetônico representativo”, recomendando a inscrição do Livro do Tombo Histórico. Além da Vila dos Ingleses, o documento compreendia o tombamento do Jardim da Luz, da Estação da Luz, da Pinacoteca do Estado, do Edifício Paula Souza, do Edifício Ramos de Azevedo, do Quartel do 1º Batalhão de Choque Tobias Aguiar, do Hotel Federal Paulista, do Hotel Queluz e do Armazém Central da Estrada de Ferro Sorocabana.
A Vila dos Ingleses e o Conjunto Arquitetônico e Paisagístico da Luz foram tombados de forma provisória pelo Iphan no dia 3 de agosto de 2000, tendo o processo de tombamento sido examinado e aprovado pelo Conselho Consultivo do Patrimônio Cultural do órgão no dia 10 de agosto de 2000. Desde então, o tombamento provisório do local está em vigor, porém ainda não se tem uma decisão definitiva.
Parecer técnico da Unidade de Preservação do Patrimônio Histórico (UPPH), órgão ligado ao Conselho de Defesa do Patrimônio Histórico, Arqueológico, Artístico e Turístico do Estado de São Paulo (Condephaat), do ano de 2010, atesta a indefinição acerca do tombamento definitivo da Vila dos Ingleses, dez anos depois do estabelecimento do tombamento provisório: “No que tange à competência do Condephaat, até o presente momento não uma definição quanto ao tombamento da Vila dos Ingleses pelo Iphan, razão pela qual não será possível fazer o tombamento estadual ex-officio”.

### Proteção
No ano de 2012 A Vila Dos Ingleses passou a ser protegida pelo Conselho de Defesa do Patrimônio Histórico, Arqueológico, Artístico e Turístico do Estado de São Paulo (Condephaat). Em sessão ordinária realizada no dia 20 de agosto, o Egrégio Colegiado do Condephaat decidiu, por unanimidade, abrir novamente um estudo de tombamento da Vila do Ingleses, que ainda segue em trâmite

### Estado atual
Após a reestruturação, ocorrida na década de 80, quando passou a ter perfil comercial, a Vila dos Ingleses atraiu empreendimentos comerciais ligados à cultura e à beleza. A partir de 1988, o local tornou-se um pequeno núcleo de escritórios de arquitetos, designers, fotógrafos e produtores de vídeos, que viram uma boa oportunidade de negócio ao associar suas marcas a um patrimônio da cidade de São Paulo.

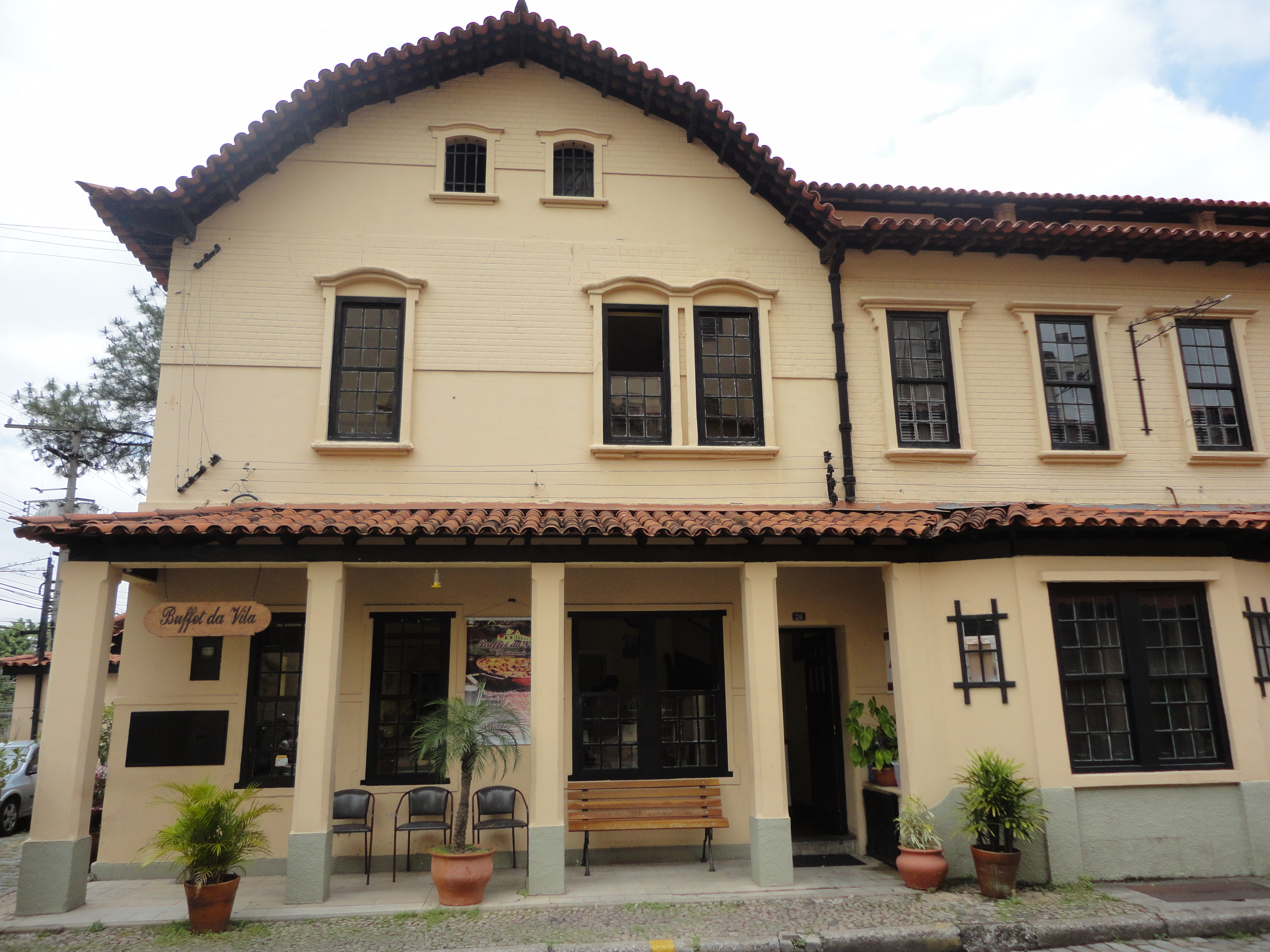
Vista da fachada do restaurante que funciona na Vila dos Ingleses

A reforma das casas para a adequação ao perfil comercial conservou as fachadas originais e estabeleceu um padrão de cores na pintura das partes externas. Todos os sobrados foram pintados de bege, com as janelas e as portas pretas. Os vidros, que apresentavam sinais de degradação, foram substituídos e recolocados, tendo-se em vista o desenho e o formato originais.
Internamente, poucas mudanças foram feitas. As alterações mais relevantes referem-se às instalações hidráulicas, elétricas e de telefonia, essenciais para a transformação das casas em ambientes comerciais. O assoalho e outras partes de madeira do interior dos sobrados, como as escadas, todos em peroba, tiveram suas características preservadas.
Ao longo dos anos, diversos estabelecimentos ocuparam as instalações da Vila dos Ingleses, com predominância para escritórios de arquitetura e design. Entretanto, o local já abrigou empresas de outras naturezas, como uma loja de produtos para festas e uma ótica. Atualmente, os escritórios de arquitetura e design ainda marcam presença, assim como um restaurante, situado próximo a entrada da vila, que atrai pessoas que trabalham e residem na região da Luz.
Além do mais, os arredores da Vila são vítimas da falta de limpeza urbana e o aumento do número de pessoas em situação de rua e usuários de entorpecentes.

## Galeria

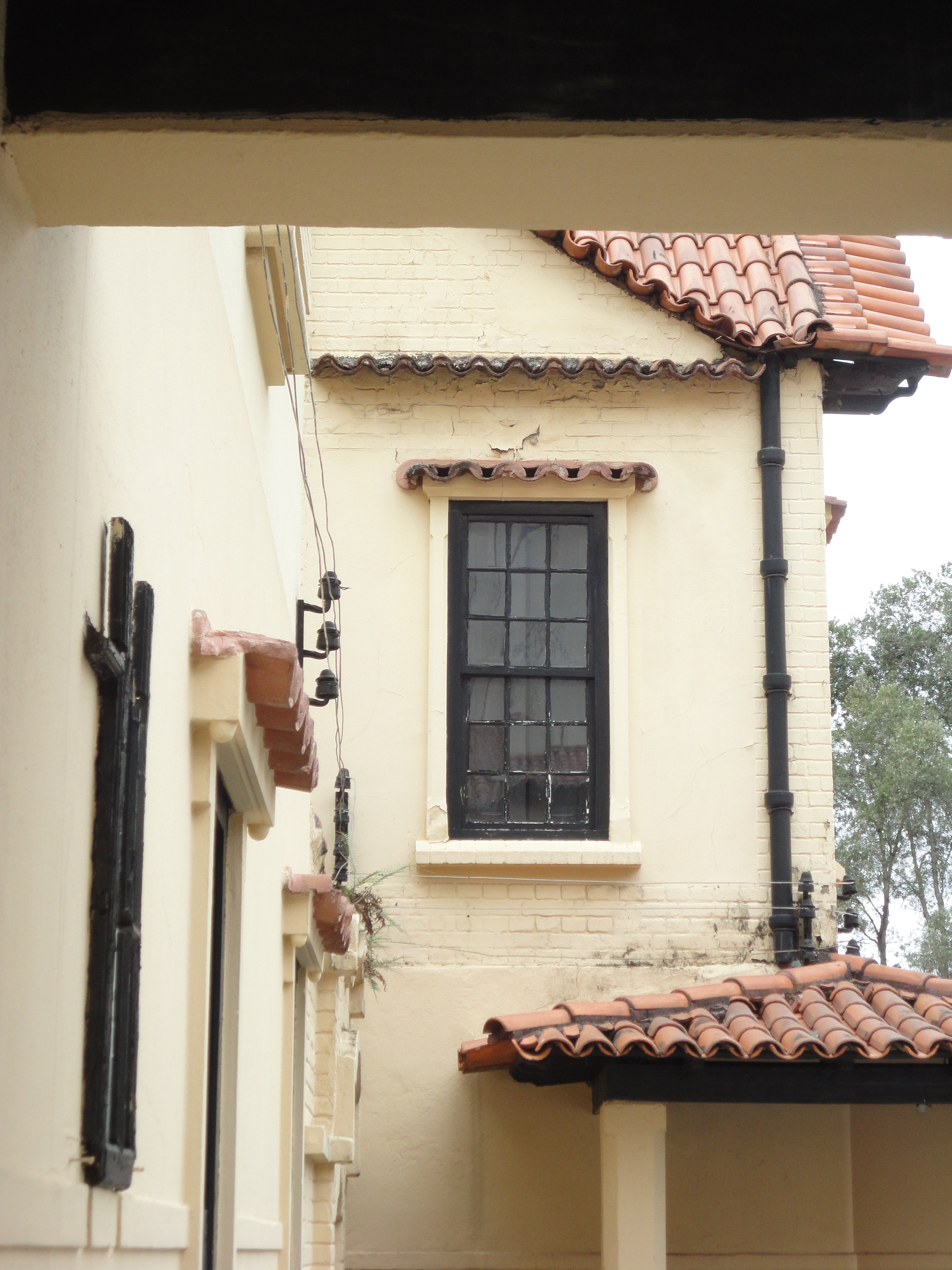
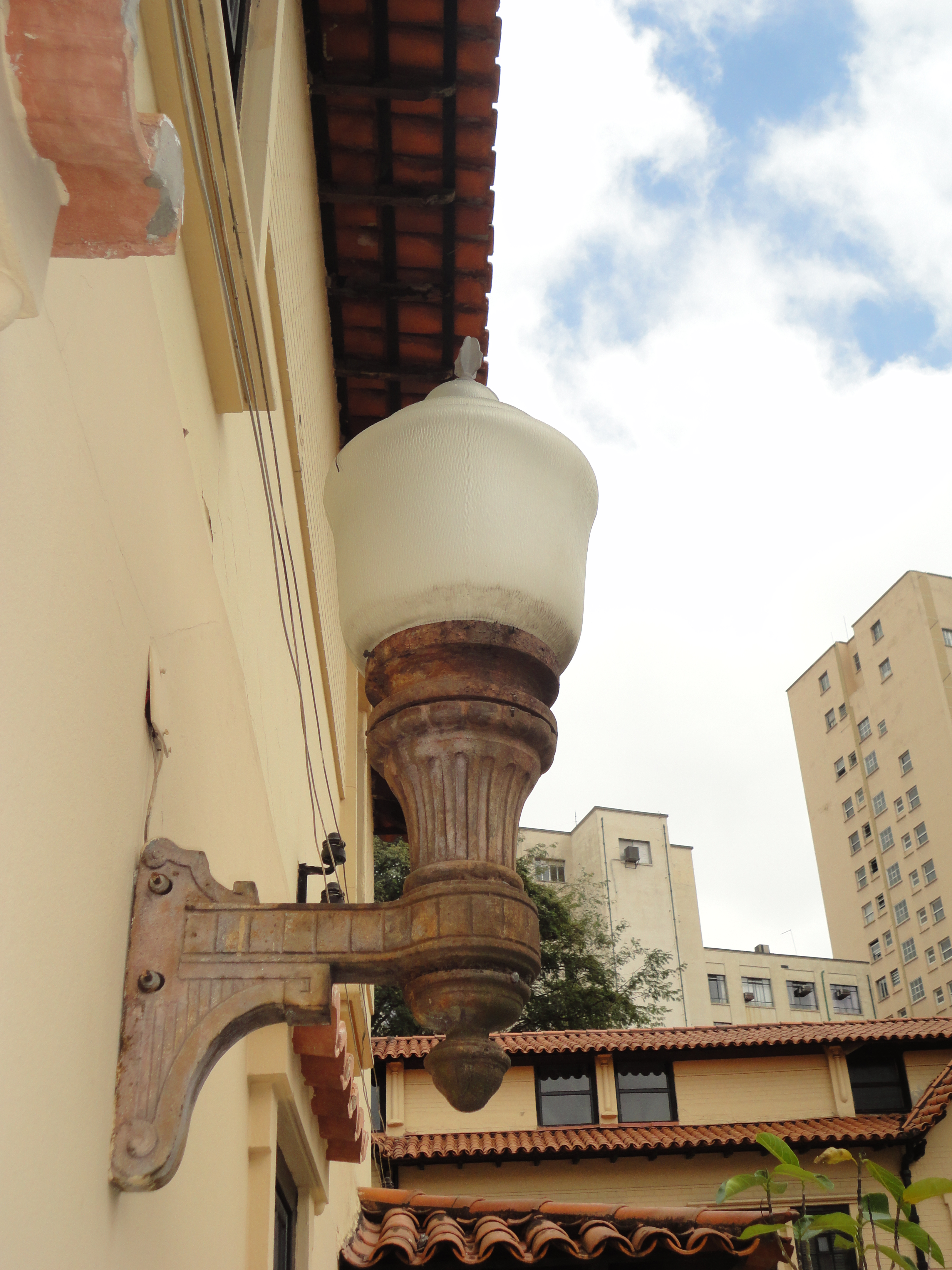
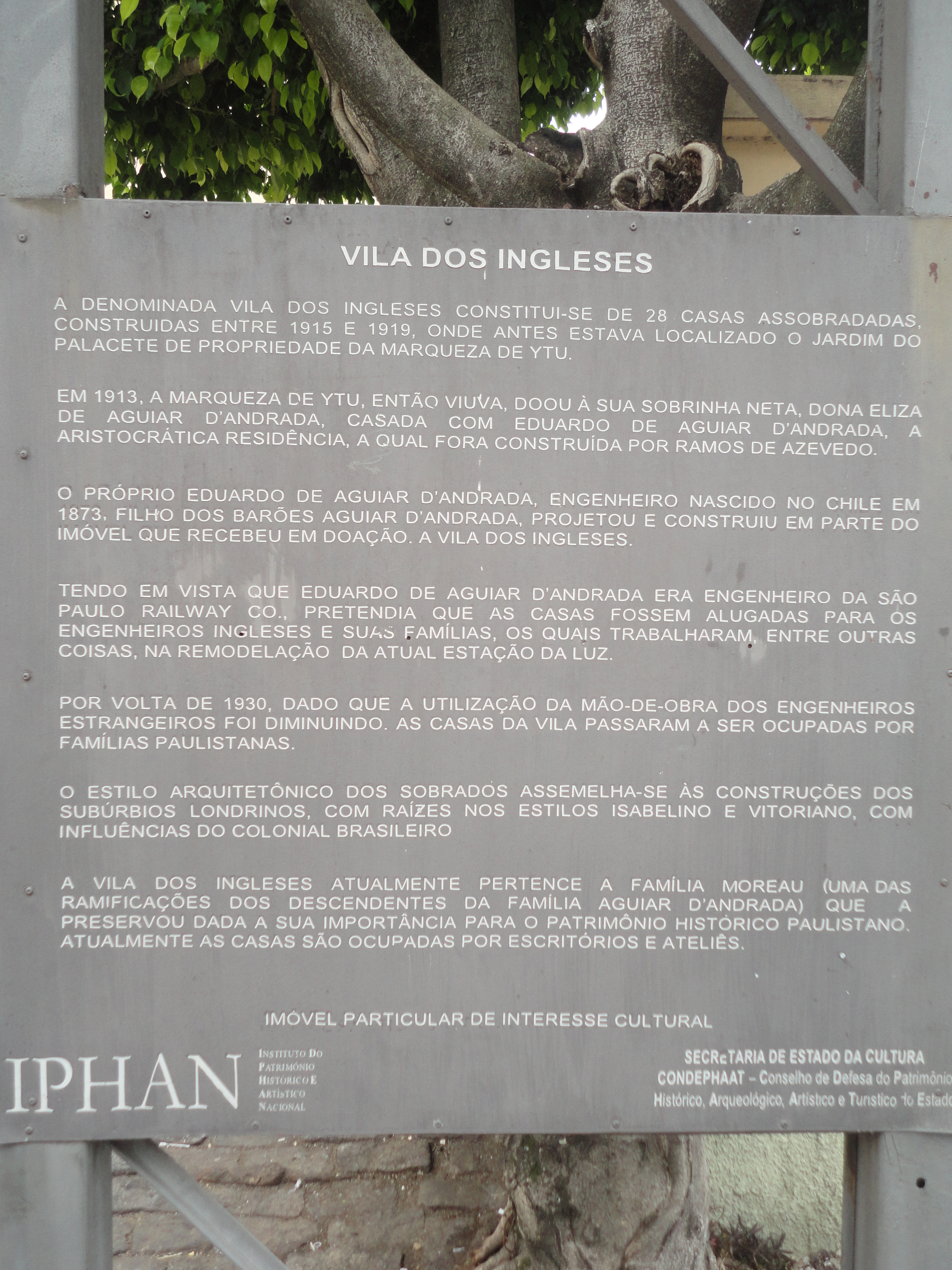
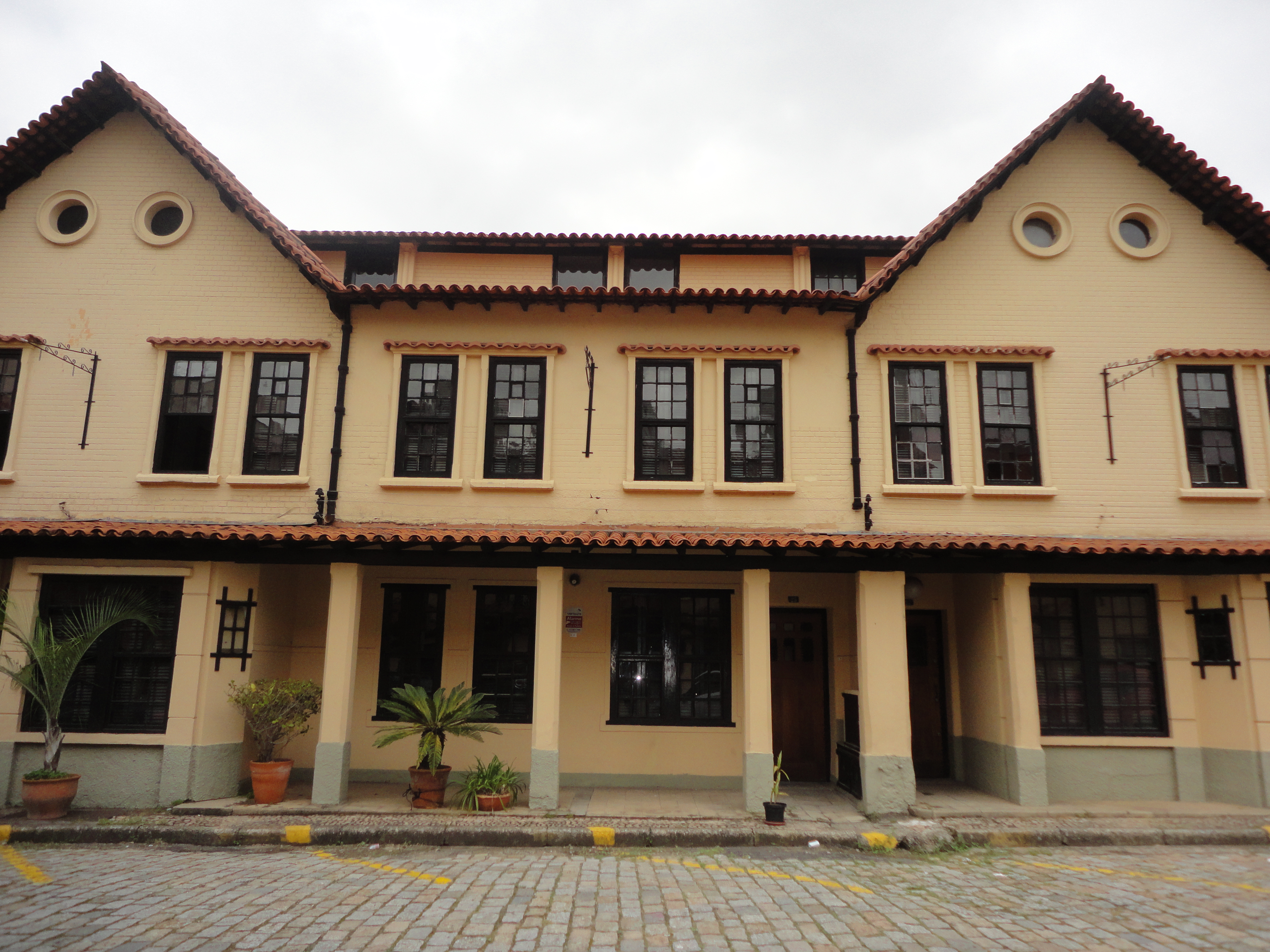
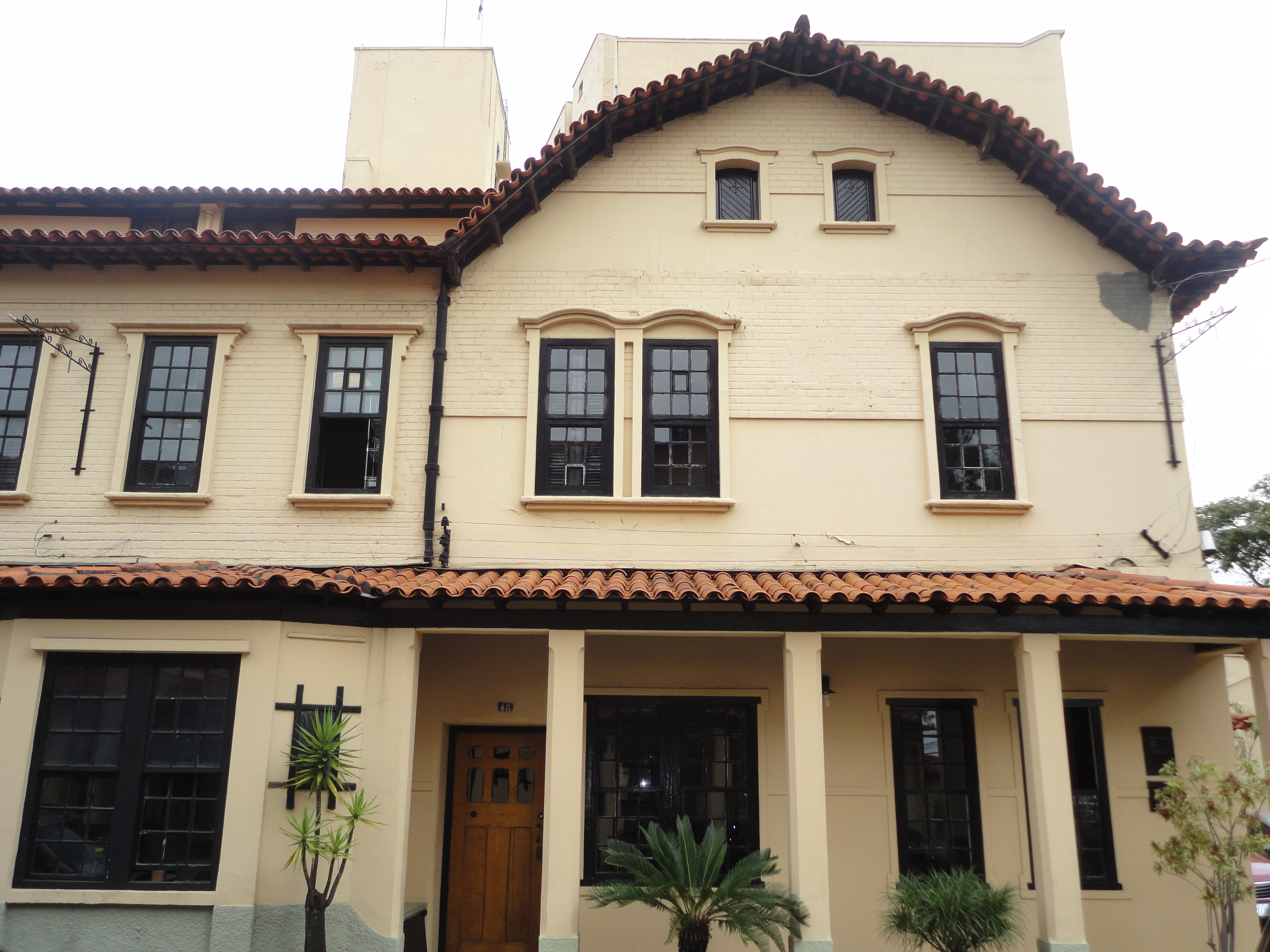
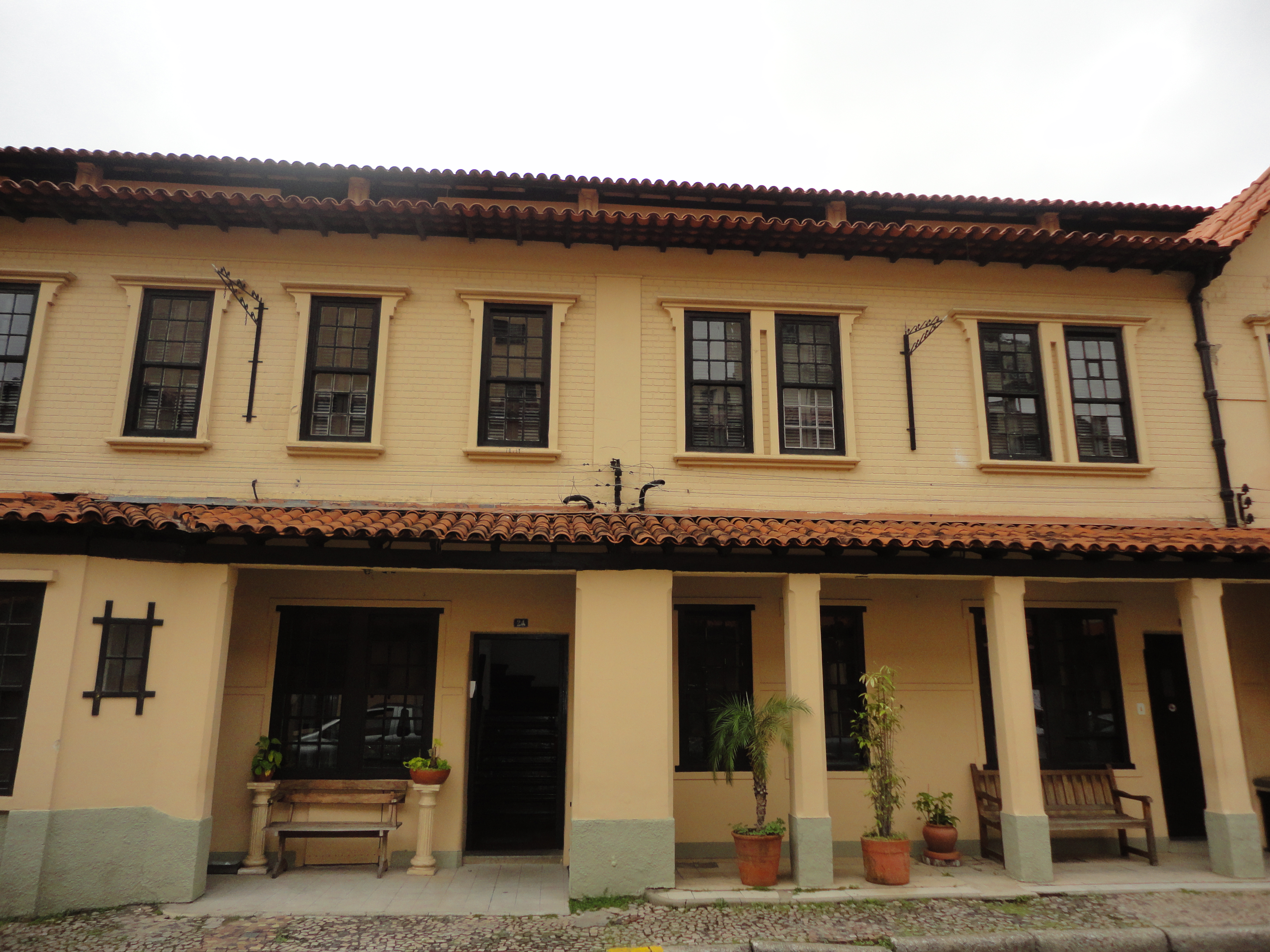